# Timothy P. Sheehan

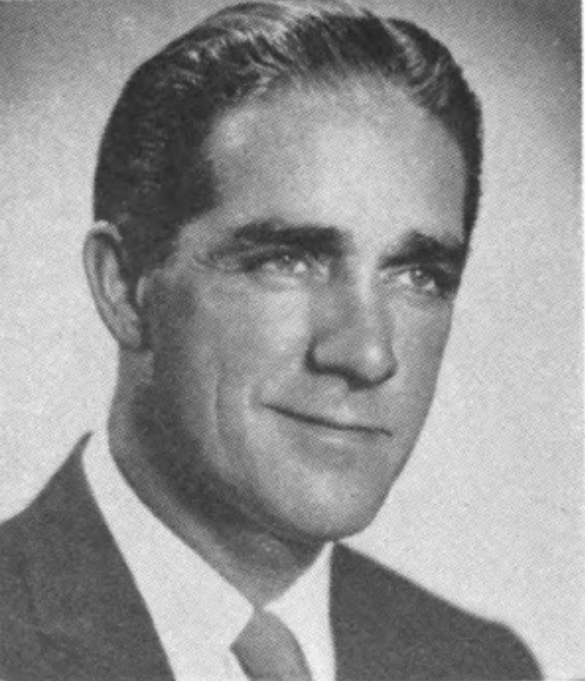
Timothy P. Sheehan

Timothy Patrick Sheehan (* 21. Februar 1909 in Chicago, Illinois; † 8. Oktober 2000 ebenda) war ein US-amerikanischer Politiker. Zwischen 1951 und 1959 vertrat er den Bundesstaat Illinois im US-Repräsentantenhaus.

## Werdegang
Timothy Sheehan besuchte die St. Pius Grammar School sowie die Joseph Medill High School und studierte danach bis 1931 an der Northwestern University. Seit 1932 arbeitete er als Lebensmittelimporteur und Händler. Gleichzeitig schlug er als Mitglied der Republikanischen Partei eine politische Laufbahn ein. Bei den Kongresswahlen 1950 wurde er im elften Wahlbezirk von Illinois in das US-Repräsentantenhaus in Washington, D.C. gewählt, wo er am 3. Januar 1951 die Nachfolge des Demokraten Chester A. Chesney antrat. 
Sheehan hatte die Wahlen nicht zuletzt deshalb gewonnen, weil er der polnischen Einwanderergemeinde in seinem Bezirk, die traditionell für die Kandidaten der Demokratischen Partei votierte, versprochen hatte, sich im Konkress für einen Untersuchungsausschuss einzusetzen, der das Massaker von Katyn aufklären sollte.  Als 1951 dieser Ausschuss, die nach ihrem Vorsitzenden Ray J. Madden so genannte Madden-Kommission, gebildet wurde, wurde Sheehan zu einem seiner sieben Mitglieder bestimmt. Gemeinsam mit seinem Parteifreund Alvin O’Konski gab er zum Ende 1952 verabschiedeten Abschlussbericht der Madden-Kommission eine Erklärung ab, die scharfe Kritik an der nach seiner Meinung zu nachgiebigen Politik des Präsidenten Franklin D. Roosevelt gegenüber der Sowjetunion unter Stalin übte.
Nach drei Wiederwahlen konnte er bis zum 3. Januar 1959 vier Legislaturperioden im Kongress absolvieren. In diese Zeit fielen der Koreakrieg und der Beginn der Bürgerrechtsbewegung. 1958 wurde er nicht wiedergewählt.
Im Jahr 1959 bewarb sich Sheehan um das Amt des Bürgermeisters von Chicago, verlor aber deutlich mit 29:71 Prozent der Stimmen gegen den demokratischen Amtsinhaber Richard J. Daley; 1960 scheiterte ein Versuch zur Rückkehr in den Kongress. Ansonsten arbeitete er wieder im Lebensmittelimporthandel. Zwischen 1964 und 1984 nahm er als Delegierter an allen Republican National Conventions teil. Von 1964 bis 1968 war er regionaler Parteivorsitzender der Republikaner im Cook County. Zwischen 1971 und 1983 war er Präsident und von 1984 bis 2000 Vorstandsvorsitzender der Peerless Federal Savings and Loan Association. Er starb am 8. Oktober 2000 in Chicago.